# ORP Pomorzanin (1893)
ORP „Pomorzanin” – okręt hydrograficzny Marynarki Wojennej II RP, eks-„Deutschland”, niemiecki statek pasażerski zbudowany w 1893, eks „Wotan”.
ORP „Pomorzanin” pozostając w służbie od 1920 był pierwszym okrętem polskiej Marynarki Wojennej na Bałtyku i pierwszą jednostką noszącą tę nazwę. W latach 1922–1924 służył jako statek handlowy „Kaszuba”. Po wycofaniu ze służby w Marynarce w 1932, używany był do 1939 jako statek towarowy „Pomian”.

## Historia
Został zbudowany w 1893 roku w Niemczech jako mały płaskodenny żelazny parowiec pasażersko-pocztowo-towarowy żeglugi przybrzeżnej, nosił nazwę „Deutschland”. Miał pojemność 186 BRT i mógł zabierać 200 pasażerów. Służył do komunikacji między Wyspami Fryzyjskimi, u różnych armatorów. W kwietniu 1914 został sprzedany armatorowi do Stralsundu, na Bałtyk. Według niektórych źródeł, podczas I wojny światowej służył w niemieckiej marynarce wojennej jako pomocniczy patrolowiec pod nazwą „Wotan”, lecz jego losy podczas wojny nie są ustalone. W latach 1918–1919 znajdował się w Rostocku, gdzie kupiła go następnie spółka Behnke & Sieg z Hamburga, zmieniając nazwę na „Wotan”.
Już w grudniu 1919 roku okręt został zakupiony w Hamburgu przez Polskę (formalnie nabywcą okrętu był kpt. mar. Józef Unrug, gdyż Niemcy nie chcieli sprzedawać statku bezpośrednio rządowi polskiemu). Z dniem 10 lutego jednostka otrzymała nazwę „Pomorzanin” i wcielona została do Marynarki Wojennej. 1 maja 1920, po remoncie i adaptacji na okręt hydrograficzny, przeprowadzonej w stoczni Wojana w Gdańsku, pod nadzorem inż. Aleksandra Rylke, po raz pierwszy podniesiona została bandera wojenna. Dowódcą okrętu został por. mar. Jerzy Rychłowski. Z tym momentem w historii „Pomorzanina” wiąże się ciekawy incydent. Otóż gdy okręcik wychodził z Gdańska, mijał zacumowane w Nowym Porcie trzy krążowniki brytyjskie „Castor”, „Delhi” i „Danae”. Wymieniono przepisowe honory wojskowe nie wiedząc, że w 24 lata później „Danae” podniesie biało-czerwoną banderę i przyjmie nazwę „Conrad”. Tak oto spotkały się dwa okręty II Rzeczypospolitej: pierwszy i ostatni, najmniejszy i największy.
25 lutego 1922 okręt wycofano ze służby w związku z przekazaniem zadań hydrografii władzom cywilnym. Od marca 1922 do stycznia 1924 „Pomorzanin” służył w polskiej marynarce handlowej, pod nazwą „Kaszuba” (eksploatował go Urząd Marynarki Handlowej w Wejherowie). Po krótkim okresie służby jako statku hydrograficznego, wykorzystywano go do wycieczek na Zatoce Gdańskiej i sporadycznie do portów zagranicznych (Szwecja, Dania). Z dniem 11 stycznia 1924 Minister Spraw Wojskowych ponownie wcielił jednostkę do Marynarki Wojennej i przywrócił jej nazwę ORP „Pomorzanin”. Okręt poddano wówczas modernizacji wyposażenia i przebudowie i 1 maja rozpoczął czynną kampanię jako okręt hydrograficzny. Został wycofany ze służby 14 lutego 1932. W tym samym czasie trałowiec ORP „Mewa” został przebudowany na okręt hydrograficzny i przemianowany na ORP „Pomorzanin”.
Po skreśleniu z listy okrętów MW jednostka zakupiona została przez prywatnego armatora – firmę Wanda i Jerzy Górniccy z Płocka, za 14 000 zł. Do 1939 roku pływał po Wiśle na trasie Tczew–Gdańsk–Gdynia jako statek towarowo-pasażerski „Pomian”; portem macierzystym była Gdynia. Przebudowano go w Stoczni Gdyńskiej, przystosowując go bardziej do przewozu towarów (miał nośność ok. 180 t). Od 1934 eksploatowała go Polska Żegluga Rzeczna „Vistula”. Po kampanii wrześniowej został przejęty przez Niemców. W 1945 został zatopiony przez Niemców w stoczni Wojana w Gdańsku. Wydobyto go i przetransportowano do Stoczni Gdańskiej, lecz odbudowa nie była opłacalna i wrak został pocięty na złom w 1950.

## Dowódcy okrętu
- por. mar. Jerzy Rychłowski (od III 1920)
- kpt. mar. Jerzy Kłossowski (od I 1924)
- por. mar. Edward Pacewicz (od 1925)
- por./kpt mar. Karol Zagrodzki (od X 1934 – IX 1936)

## Kalendarium
- zbudowany: 1893, stocznia braci Sachsenberg (Gebrüder Sachsenberg) w Roßlau (Elbe)
- zakupiony przez Polskę: grudzień 1919
- wcielenie do polskiej Marynarki Wojennej: 10 lutego 1920
- podniesienie polskiej bandery: 1 maja 1920 w Gdańsku
- przybycie do Pucka: 4 maja 1920